# 苏珊·瓦拉东
苏珊·瓦拉东（Suzanne Valadon，出生名Marie-Clémentine Valadon，1865年9月23日 –  1938年4月7日）是一位法国画家。

## 早年
1865年9月23日，瓦拉东出生于法国上维埃纳省加尔唐普河畔贝西讷。她的早年生活贫苦，母亲是一位未婚的洗衣妇，她不认识她的父亲。她的个性相当独立和叛逆。她只上学到11岁，然后就外出谋生，做过工人、菜贩、女招待，后来进了马戏团。 15岁时，瓦拉东在梅德拉诺马戏团遇到两位象征主义画家，安托万·德拉·罗切福卡德伯爵和泰奥·瓦格纳。此后，她开始在莫利尔马戏团当杂技演员，一年后，她摔了下来。马戏团经常有艺术家光顾，如亨利·德·土魯斯-羅特列克、塞斯考和貝爾特·莫里索，莫里索这可能就是在这里画了瓦拉东。
通常认为，瓦拉东在九岁时自学了画画。在巴黎的蒙马特区，她追求对艺术的兴趣，先是作为艺术家的模特，观察和学习他们的技术，然后自己也成为一名著名的画家。

## 模特
1880年，15岁的瓦拉登在蒙马特作为模特首次亮相，她为许多不同的艺术家担任模特，超过10年时间，其中包括

## 画家
1894年，瓦拉东成为第一位加入法国美术协会（Société Nationale des Beaux-Arts）的女画家。
1896年，瓦拉东在嫁给富有的银行家保罗·穆西（Paul Mousis）之后，开始全职绘画。她画静物画、肖像、花卉和风景，这些画以其强烈的构图和鲜艳的色彩而闻名。然而，她最出名的是她坦率的女性裸体，从女人的角度描绘女性的身体。 她的作品之所以引起人们的注意，部分原因是，不理想化的裸体女性，颠覆了当时的社会规范。
瓦拉东在她有生之年已广为人知，尤其是在晚年。她的作品收藏于巴黎的蓬皮杜中心、格勒诺布尔博物馆、 以及纽约的大都会艺术博物馆。
瓦拉东的作品引起女权主义艺术史学家的极大兴趣。

## 个人生活
1883年，18岁的瓦拉东生了一个儿子莫里斯·郁特里罗（Maurice Utrillo），后来也成为一位画家。她的母亲照顾这个孩子，她回去继续做模特。 瓦拉东的朋友米格尔·郁特里罗（Miguel Utrillo）后来会签署文件，承认莫里斯是他的儿子，但是真正的血缘关系并不确定。
1893年，瓦拉东开始与作曲家埃里克·薩蒂发生短暂恋情，搬到科尔托路（Rue Cortot）他旁边的房间。萨蒂迷上了她，热情洋溢地赞美“她的整个存在，可爱的眼睛，温柔的手，和小小的脚”，但六个月后，她离开了，使他崩溃。1895年，瓦拉东与股票经纪人保罗·穆西结婚，与他在巴黎的公寓和郊区的别墅一起生活了13年。1909年，瓦拉东开始与儿子的朋友，23岁的画家安德烈·乌特（André Utter）发生婚外情，1913年与穆西离婚。 1914年，瓦拉东与乌特结婚， 他管理她和她儿子的事业。 瓦拉东和乌特经常一起展出作品，直到1934年这对夫妇离婚。
1938年4月7日，苏珊·瓦拉东死于中风，年72岁，葬于圣旺公墓。出席葬礼者有安德烈·德兰、毕加索和喬治·布拉克。

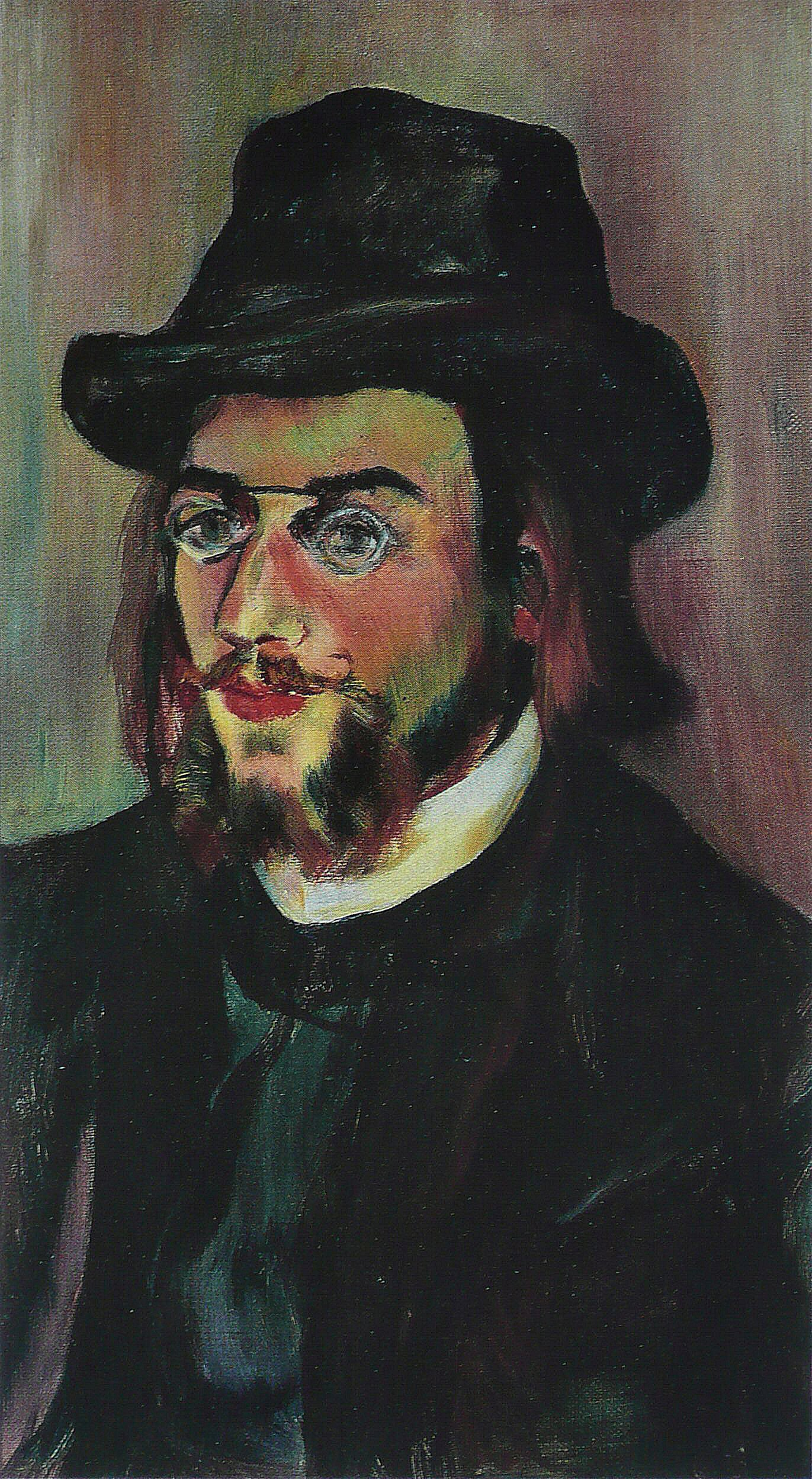
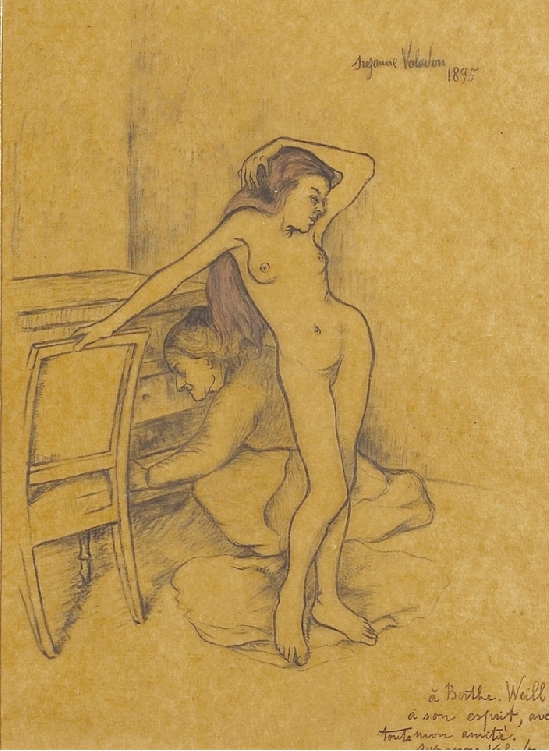
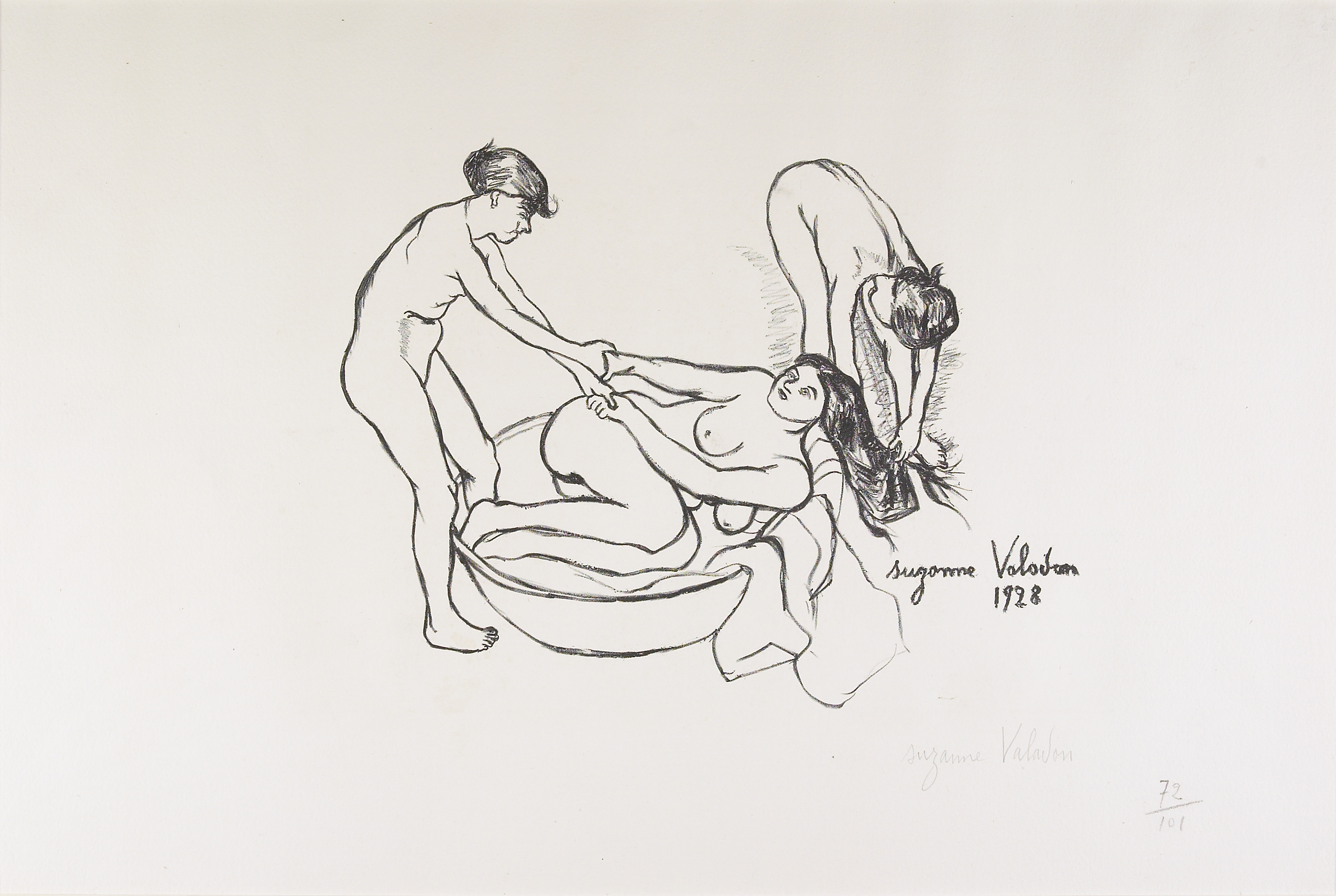
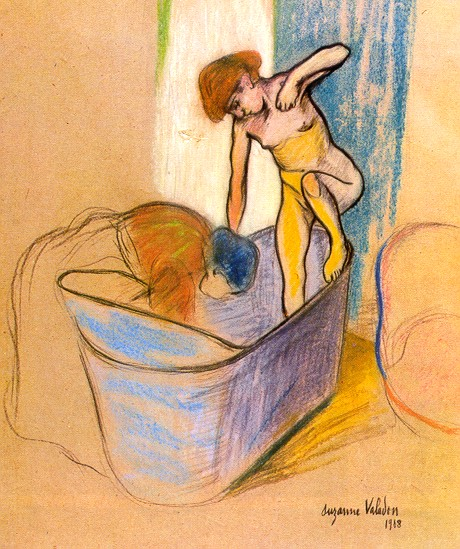
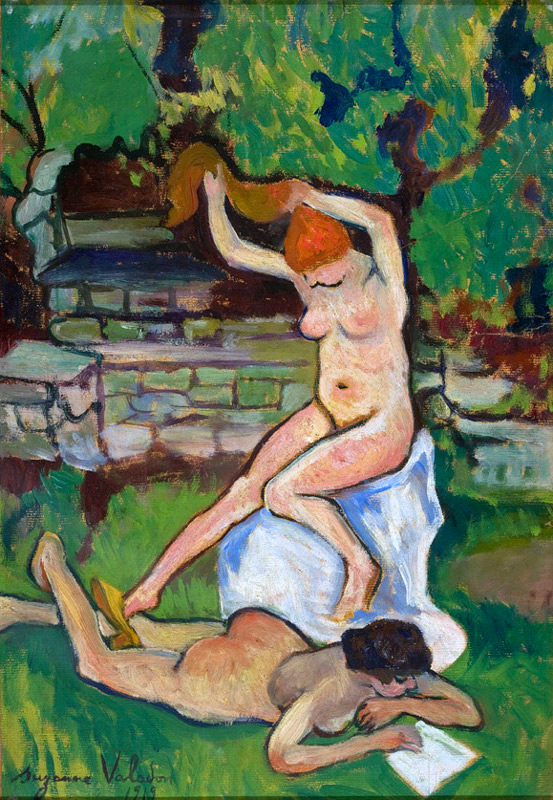
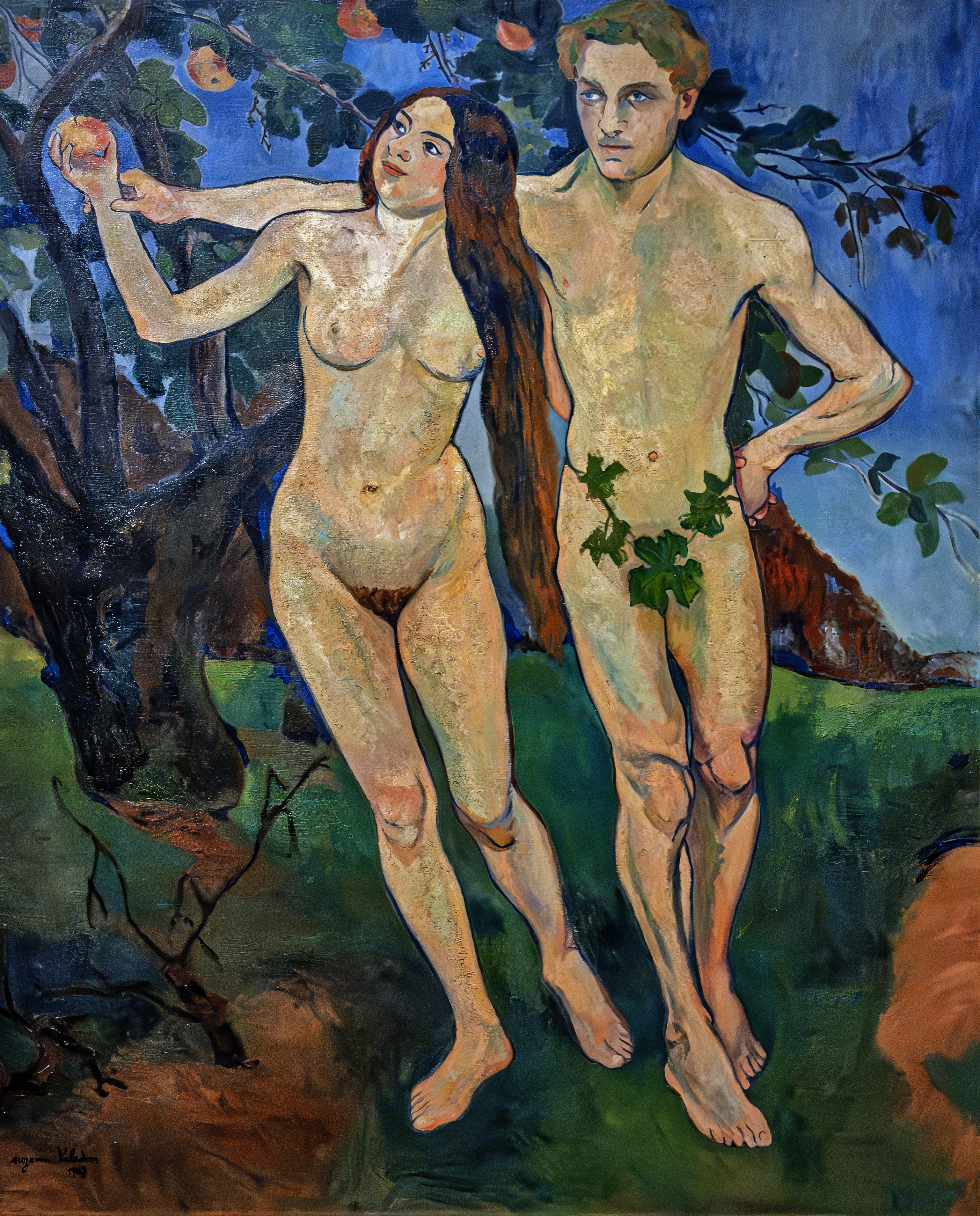
Adam and Eve, 1909
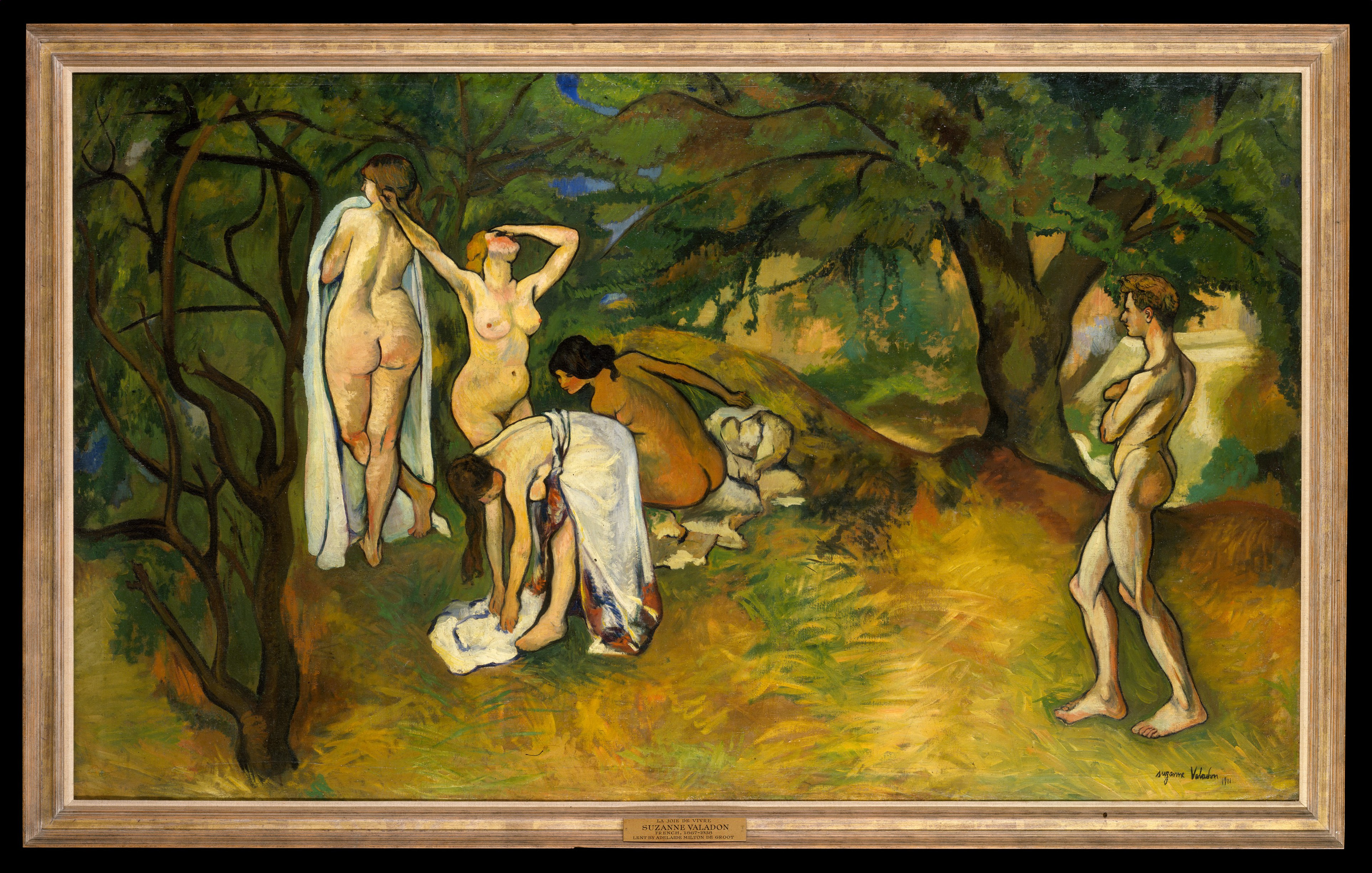
Joy of Life, 1911
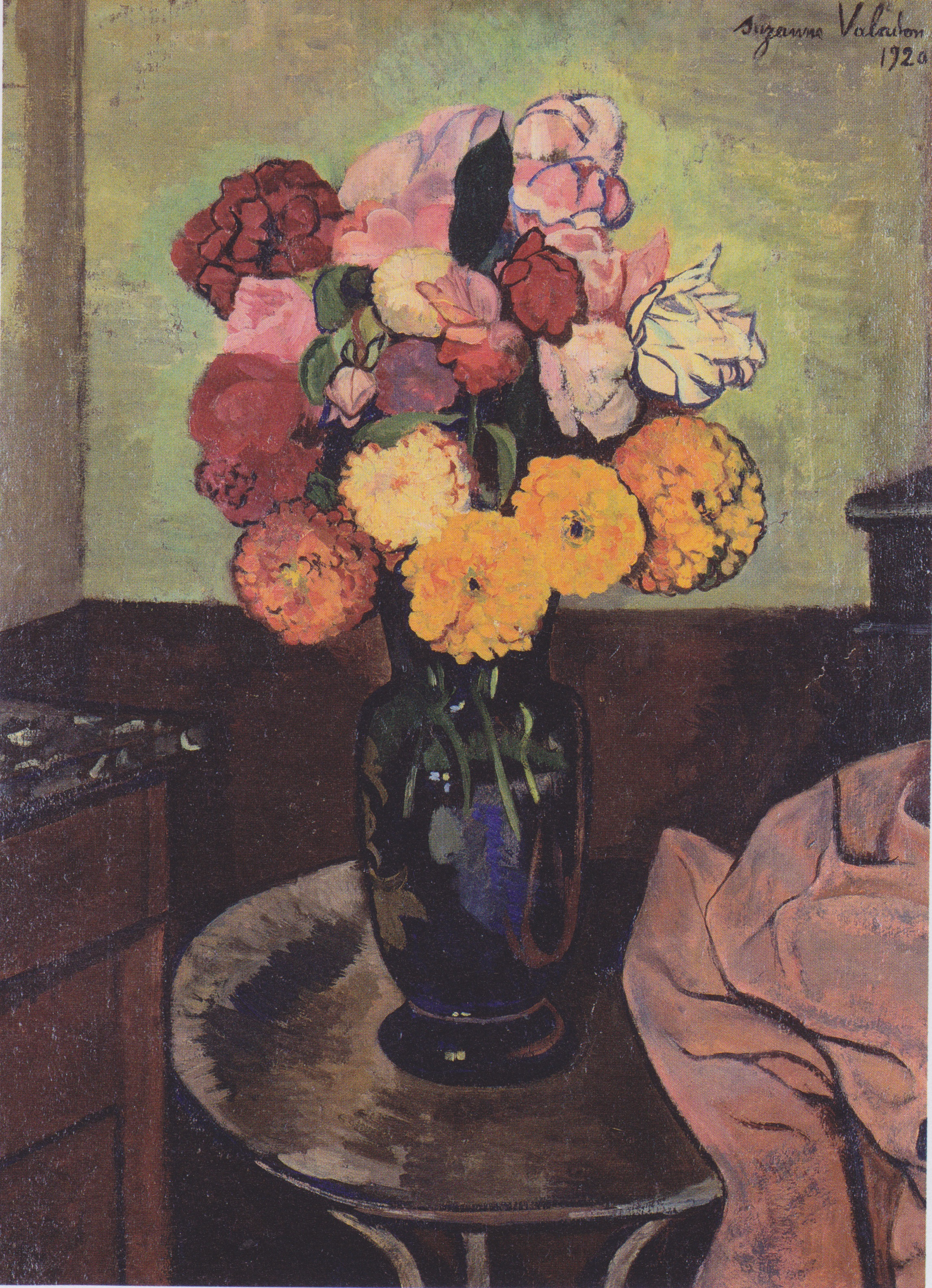
Flowers on a Round Table, 1920
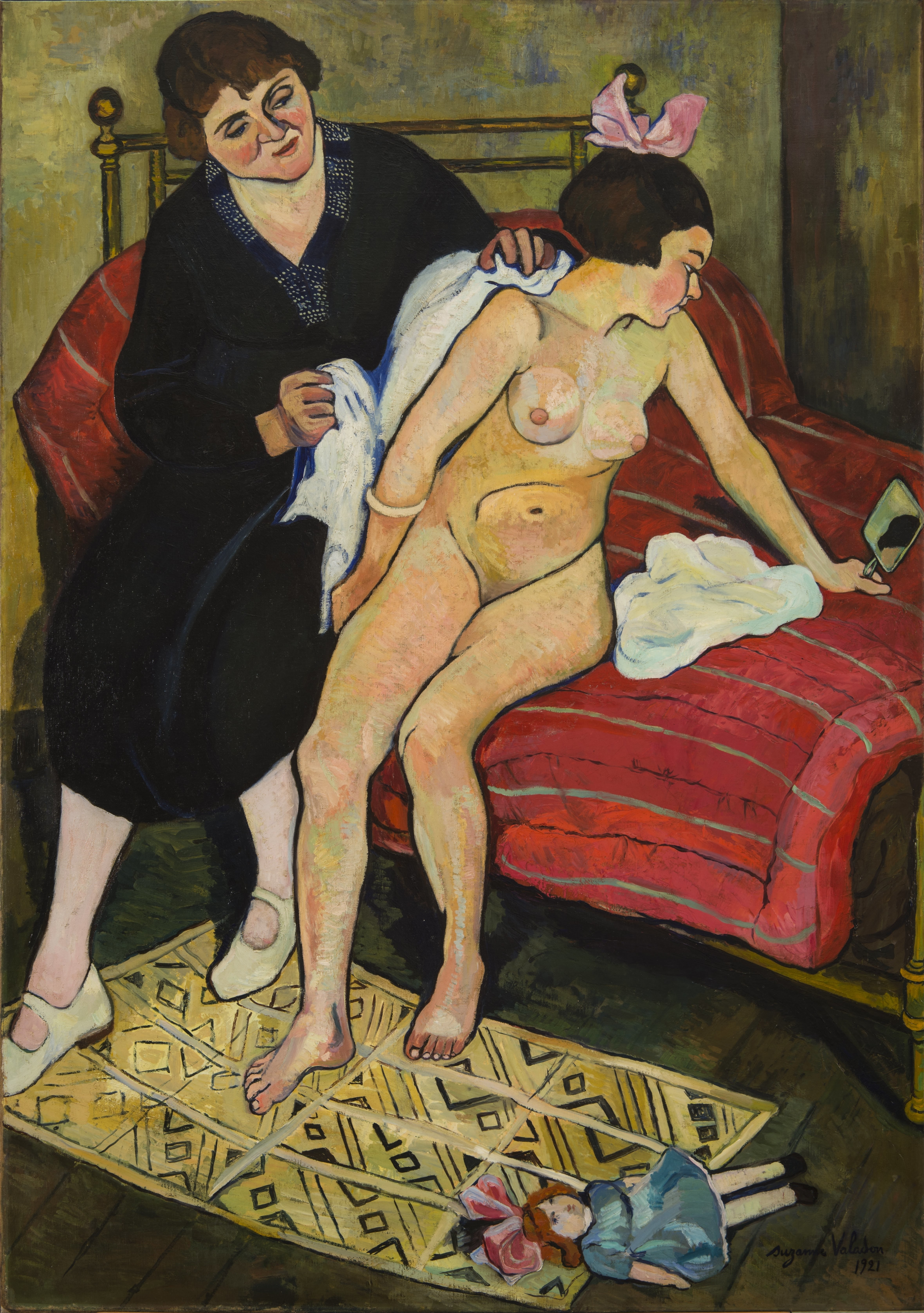
The Abandoned Doll, 1921
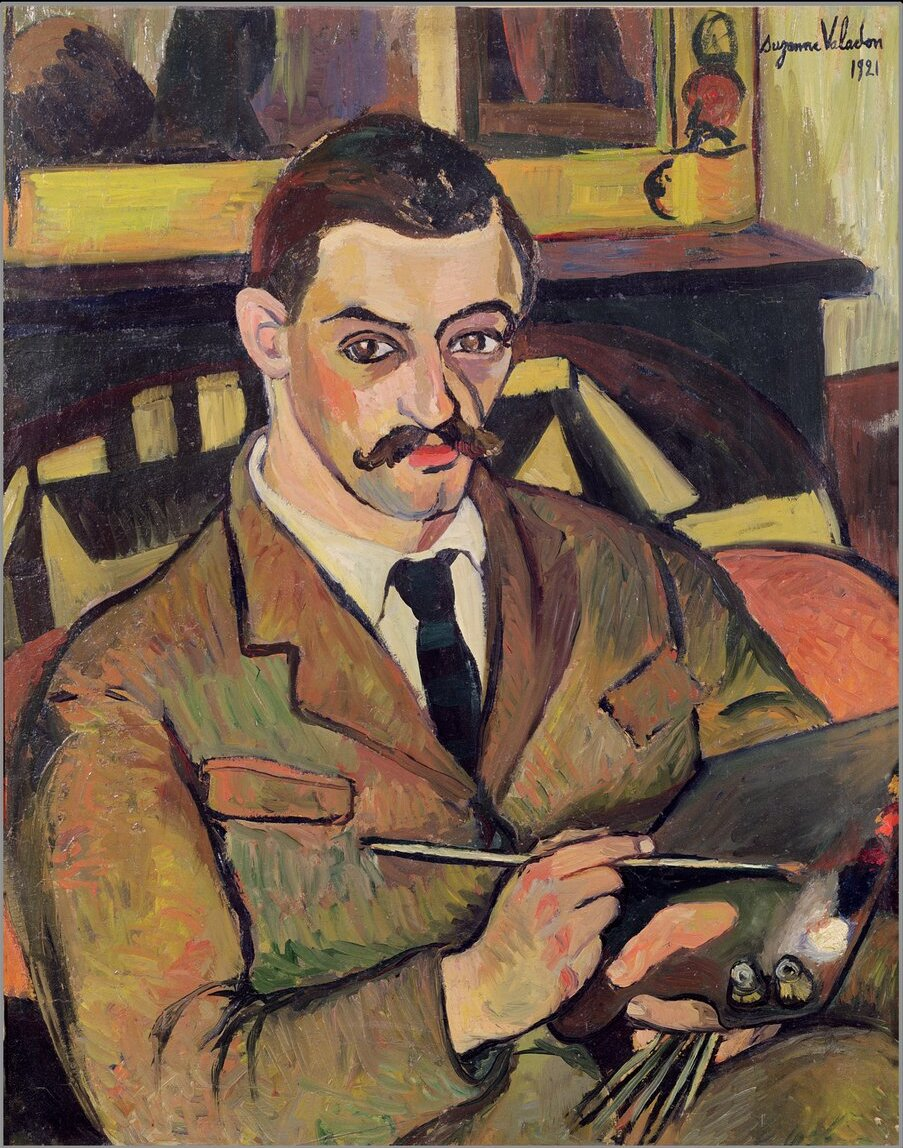
Portrait of the Painter Maurice Utrillo, 1921
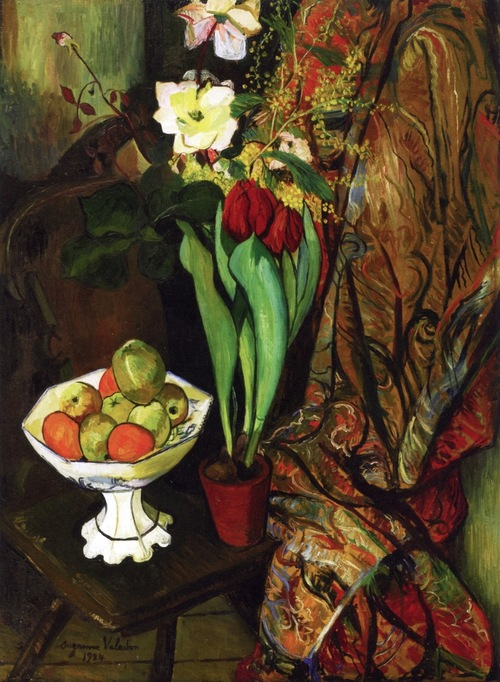
Still Life with Tulips and Fruit Bowl, 1924
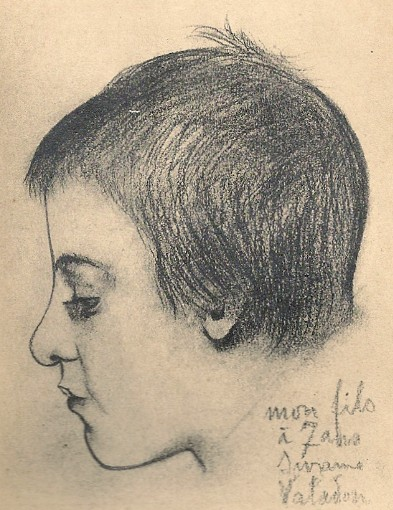
My Son at 7 Years Old, 1925
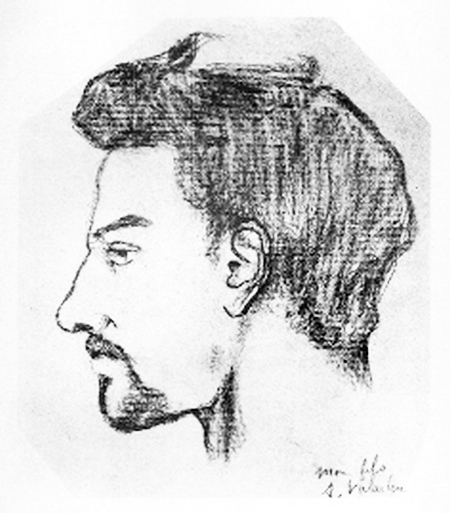
Portrait of Maurice Utrillo, 1925
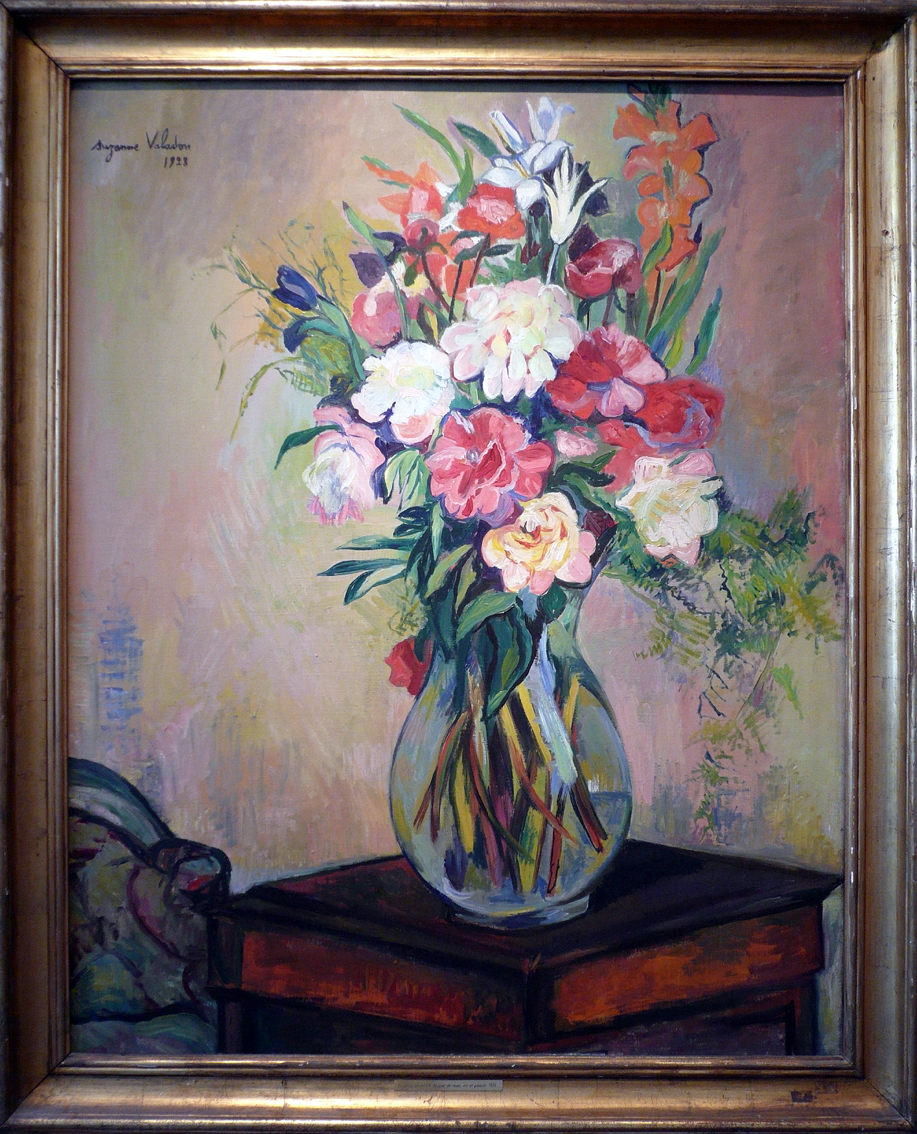
Bouquet of Flowers, 1928
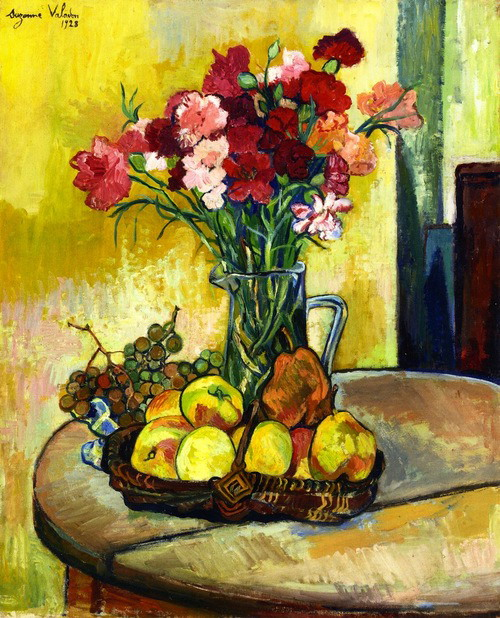
Still Life with Basket of Apples Vase of Flowers, 1928
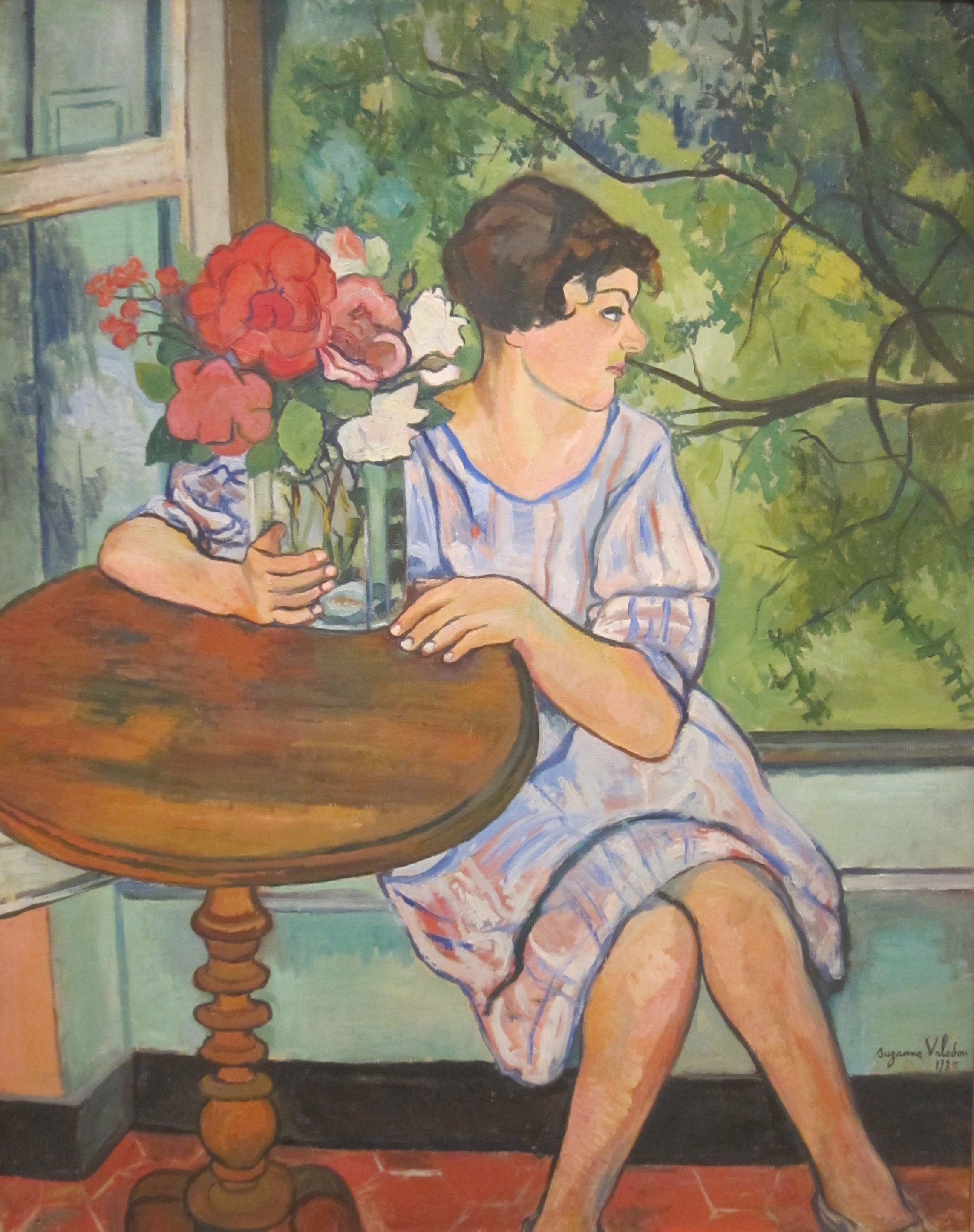
Young Girl in Front of a Window, 1930